# 日本流浪者
在日本，流浪者（ホームレス）是一个主要影响中老年男性的社会问题。由于日本泡沫经济的破灭，露宿者人数在20世纪90年代达到顶峰，此后大幅下降。

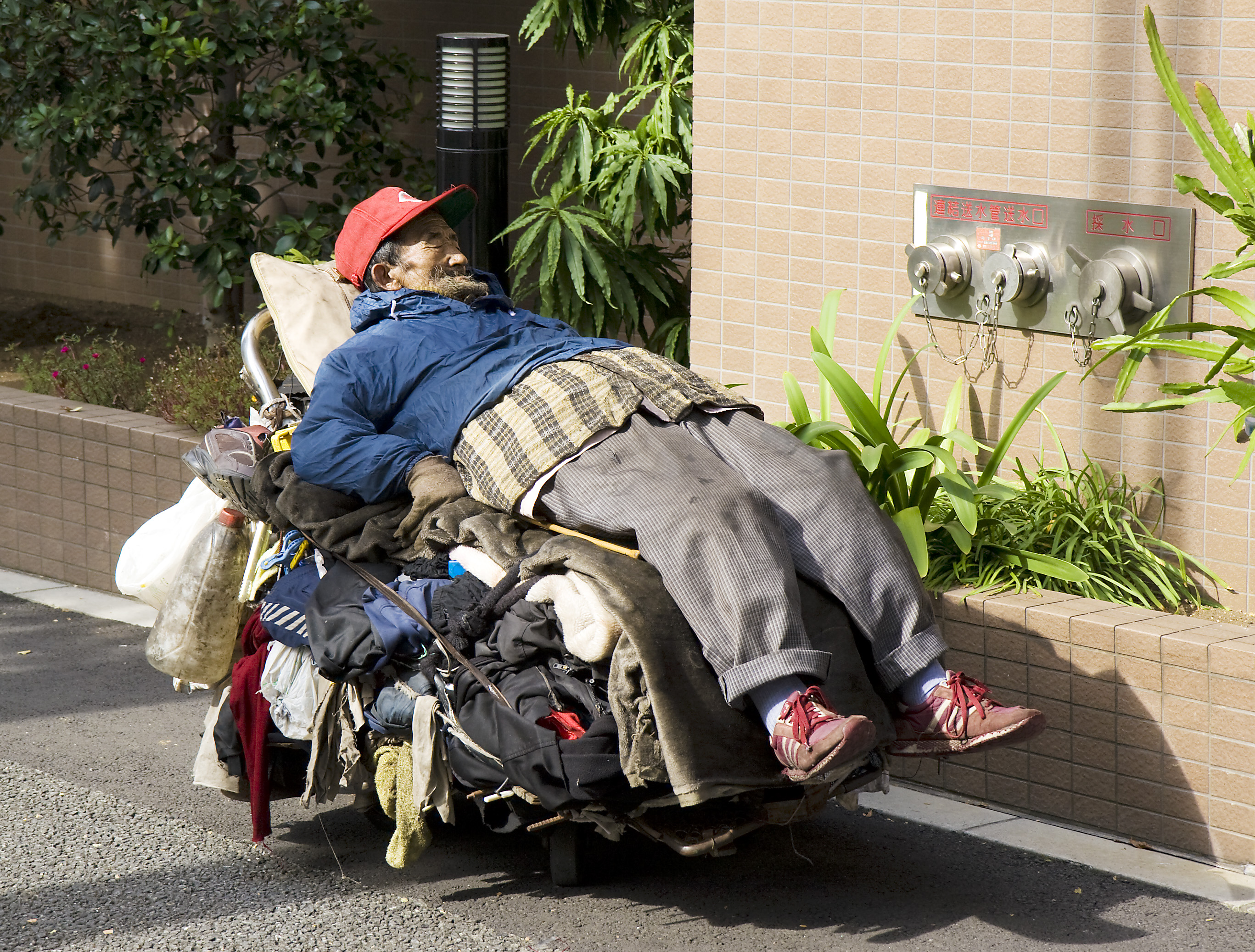
睡在东京街头的流浪者

## 统计数据
根據厚生勞動省2003年1月至2月進行的一項調查，當時日本的無家可歸者總數為25,296人。然而，根據該省進行的另一項調查，到2007年1月，由於日本全國的經濟復甦，這一數位已下降到18,564人。當時，中老年男性佔無家可歸人口的95%，平均年齡為57.5歲。
| 年   | 数字   |
| ---- | ------ |
| 1999 | 20,451 |
| 2000 | -      |
| 2001 | 24,090 |
| 2002 | -      |
| 2003 | 25,296 |
| 2004 | -      |
| 2005 | -      |
| 2006 | -      |
| 2007 | 18,564 |
| 2008 | 16,018 |
| 2009 | 15,759 |
| 2010 | 13,124 |
| 2011 | 10,890 |
| 2012 | 9,576  |
| 2013 | 8,265  |
| 2014 | 7,508  |
| 2015 | 6,541  |
| 2016 | 6,235  |
| 2017 | 5,534  |
| 2018 | 4,977  |
| 2019 | 4,555  |
| 2020 | 3,992  |
| 2021 | 3,824  |

## 網吧與無家者
不是每個日本的流浪漢都是乞丐，當中有些人是有工作的，只是薪金不足以租住公寓，又或者他們與家人關係惡劣，導致他們寧願露宿街頭。截至2011年，日本經濟持續衰退。有些無家可歸的人以每晚1,500至2,000日元，長期住在網吧或膠囊旅館，在那裡他們可以得到一個單獨的房間（空間）和淋浴、電視、軟飲料和互聯網連接。